# Плакенски мост
Плакенският мост (на гръцки: Γεφύρι της Πλάκας) е каменен мост (с главна арка и 2 странични арки) от ХІХ век в област Епир, Гърция.
Заедно с Артенския мост на река Арахтос е сред най-известните епирски каменни мостове.
Мостът е с ширина на свода 40 m и височина на свода 17,61 m – най-големият едносводест на Балканите, както и трети по габарити на свода в Европа. Отстрани на главната арка има 2 допълнителни арки с ширина 6 m.
Мостът е отнесен от придошлите води на реката на 1 февруари 2015 година.